# Dalibor Frioux
Pour les articles homonymes, voir Frioux.
Dalibor Frioux est un écrivain français né en 1970.

## Biographie
Ancien élève de l'École normale supérieure (L1993) et agrégé de philosophie en 1998, il est écrivain, plume pour dirigeants d'entreprises, et conseiller du Président du Conseil économique, social et environnemental (CESE), chargé des interventions et de la prospective.
Il collabore avec plusieurs élus (Assemblée nationale, Conseil régional d'Île-de-France) et travaille dans le conseil en communication institutionnelle. Depuis 2010, il coordonne et dirige plusieurs rapports du think tank « Terra Nova », notamment sur l'égalité hommes/femmes, la consommation alternative, le sommeil comme enjeu de santé publique, la transition alimentaire.
Romancier, il est l'auteur aux éditions du Seuil du roman d'anticipation Brut en 2011, dans lequel il imagine un monde où le pétrole coûte 300 dollars le baril et s'interroge sur la gestion éthique du fonds souverain norvégien, issu de la rente pétrolière. Le roman mêle intrigue policière, méditation sur les excédents, réflexion sur les replis populistes et poésie des éléments. 
Son second roman, Incident voyageurs en 2014, retrace les monologues intérieurs de trois personnages, un chômeur, un cadre et une mère célibataire, à jamais prisonniers d'une rame bondée du RER A à Paris. 
Son troisième roman, Vies électriques, paru chez Grasset en 2024, fait revivre deux figures historiques méconnues, Hans Berger, psychiatre à l'Université de Iéna, inventeur de l'électroencéphalogramme dans l'Allemagne de Weimar, et Zenon Drohocki, médecin juif polonais déporté fin 1943 à Auschwitz-Monowitz, où il fabriquera une machine à électrochocs pour traiter des détenus dépressifs.
Il dirige l'essai-anthologie Éloge du sommeil à l'usage de ceux qui l'ont perdu, paru au Seuil en 2017.
Il co-fonde avec Lucile Schmid le Prix du roman d'écologie, soutenu par La Poste, la revue Esprit, la Bibliothèque nationale de France et le think tank La Fabrique écologique ; la première édition s'est tenue le 10 avril 2018 à la Gaîté Lyrique.
Il tient pendant deux ans la chronique écologie de la revue mensuelle Études, dont il est conseiller de la rédaction.

## Œuvres

### Fiction
- Brut, roman, Seuil, 2011 (sélectionné pour les prix Renaudot et Médicis 2011)[6],[7],[8]
- Incident voyageurs, roman, Seuil, 2014 (sélectionné pour le prix Renaudot 2014, le prix des Libraires 2015 et le prix du second roman de Laval)[9]
- Cinq offres d'emploi, nouvelle, publiée dans la revue Esprit, novembre 2014
- Vies électriques, roman, Grasset, 2024 (sélectionné pour le Prix littéraire de l'Académie nationale de médecine et pour le Prix du roman historique des Rendez-vous de l'Histoire de Blois).

### Savoir
- Nature et culture, manuel universitaire, collection Cursus, Armand Colin, 2001
- De la démocratie en Amérique d'Alexis de Tocqueville, commentaire, éditions Bréal, 2002
- Grand dictionnaire de philosophie, Larousse/CNRS, 2003 (participation)
- L'avenir d'une illusion de Freud, commentaire, éditions Bréal, 2005
- 100 000 ans de beauté, essai, Gallimard, 2009 (co-direction)
- Dictionnaire de la mort, Larousse, 2010 (co-direction)
- Chair des origines, texte du catalogue de l'exposition de la paléo-artiste Elisabeth Daynès, Pôle International de la préhistoire, Les Eyzies-de-Tayac, Conseil général de la Dordogne, Région Aquitaine, 2014
- Eloge du sommeil à l'usage de ceux qui l'ont perdu, essai, Seuil, 2017[10],[11]

### Rapports
- L'implication des hommes, nouveau levier dans la lutte pour l'égalité hommes/femmes (co-rapporteur), rapport pour Terra Nova, 2011
- Réinventer l'abondance, pour une politique des consommations (co-rapporteur avec G. Cantillon), rapport pour Terra Nova, 2012
- Retrouver le sommeil, une affaire publique (co-rapporteur avec le Pr. Damien Léger), rapport pour Terra Nova, 2016
- La viande au menu de la transition alimentaire (co-rapporteur avec A. Hardy et T. Pech), rapport pour Terra Nova, 2018